# Sarbazan
Sarbazan é uma comuna francesa na região administrativa da Nova Aquitânia, no departamento Landes. Estende-se por uma área de 22,38 km². Em 2010 a comuna tinha 1 189 habitantes (densidade: 53,1 hab./km²).